# Новоржев
Новоржев (на руски: Новоржев) е град в Русия, административен център на Новоржевски район, Псковска област. Населението на града към 1 януари 2018 година е 3252 души. Градът е разположен на около 144 километра югоизточно от град Псков, на река Сорот.